# Viercontinentenkampioenschappen shorttrack 2024
De viercontinentenkampioenschappen shorttrack 2024 (officieel: ISU Four Continents Short Track Championships 2024) werden op 4 en 5 november 2023 georganiseerd in Laval (Quebec, Canada). De onderdelen waren gelijk aan het voorgaande jaar. Schaatsers uit negen verschillende landen namen deel.

## Medailles

### Mannen
| Onderdeel | Goud | Goud                                                          | Zilver | Zilver                                                   | Brons | Brons                                                                    |
| --------- | ---- | ------------------------------------------------------------- | ------ | -------------------------------------------------------- | ----- | ------------------------------------------------------------------------ |
| 500m      | CAN  | Steven Dubois                                                 | CAN    | Jordan Pierre-Gilles                                     | USA   | Andrew Heo                                                               |
| 1000m     | CAN  | William Dandjinou                                             | KOR    | Park Ji-won                                              | JPN   | Yui Matsubayashi                                                         |
| 1500m     | KOR  | Park Ji-won                                                   | CAN    | Steven Dubois                                            | KOR   | Kim Gun-woo                                                              |
| Aflossing | KOR  | Jang Sung-woo Kim Gun-woo Lee Jeong-min Park Ji-won Seo Yi-ra | CHN    | Li Wenlong Liu Guanyi Liu Jinxun Zhong Yuchen Zhu Yiding | CAN   | Jerome Courtemanche William Dandjinou Steven Dubois Jordan Pierre-Gilles |

### Vrouwen
| Onderdeel | Goud | Goud                                                                            | Zilver | Zilver                                                      | Brons | Brons                                                                        |
| --------- | ---- | ------------------------------------------------------------------------------- | ------ | ----------------------------------------------------------- | ----- | ---------------------------------------------------------------------------- |
| 500m      | USA  | Kristen Santos-Griswold                                                         | KOR    | Park Ji-won                                                 | KOR   | Shim Suk-hee                                                                 |
| 1500m     | USA  | Kristen Santos-Griswold                                                         | CAN    | Courtney Sarault                                            | CAN   | Danae Blais                                                                  |
| 1500m     | USA  | Kristen Santos-Griswold                                                         | CAN    | Courtney Sarault                                            | CAN   | Danae Blais                                                                  |
| Aflossing | CAN  | Danae Blais Florence Brunelle Cynthia Mascitto Karina Montminy Courtney Sarault | KOR    | Kim A-lang Lee So-youn Park Ji-won Park Ji-yun Shim Suk-hee | KAZ   | Alina Azhgaliyeva Yana Khan Olga Tikhonova Malika Yermek Madina Zhanbusinova |

### Gemengd
| Onderdeel | Goud | Goud                                                                   | Zilver | Zilver                                                       | Brons | Brons                                            |
| --------- | ---- | ---------------------------------------------------------------------- | ------ | ------------------------------------------------------------ | ----- | ------------------------------------------------ |
| Aflossing | CAN  | Florence Brunelle Jordan Pierre-Gilles Courtney Sarault William Sohier | USA    | Andrew Heo Marcus Howard Julie Letai Kristen Santos-Griswold | CHN   | Jang Sung-woo Kim A-lang Kim Gun-woo Park Ji-won |

## Medailleklassement
|   | Land             | Goud | Zilver | Brons | Totaal |
| - | ---------------- | ---- | ------ | ----- | ------ |
| 1 | Canada           | 4    | 4      | 3     | 11     |
| 2 | Verenigde Staten | 3    | 1      | 1     | 5      |
| 3 | Zuid-Korea       | 2    | 3      | 2     | 7      |
| 4 | China            | 0    | 1      | 1     | 4      |
| 5 | Japan            | 0    | 0      | 1     | 1      |
| 5 | Kazachstan       | 0    | 0      | 1     | 1      |